# 2-я альпийская дивизия (Италия)
2-я альпийская дивизия «Тридентина» (итал. 2ª Divisione alpina "Tridentina") — итальянская дивизия элитных альпийских горнострелковых частей, участвовавшая во Второй мировой войне. Существовала с 1935 по 1943 годы, некоторое время её правопреемницей была Альпийская бригада «Тридентина» современных СВ Италии. Дивизия воссоздана в 2003 году и полностью укомплектована в 2013 году.

## История

### Образование
Дивизия образована де-юре 7 января 1923 как 2-й альпийская группа войск. 11 марта 1926 в состав дивизии включены 5-й, 6-й, 7-й альпийские полки и 2-й альпийский артиллерийский полк. В октябре 1934 года получила своё название в виде 2-й альпийской дивизии «Тридентина».

### В годы Второй мировой войны
Во время Второй мировой войны дивизия участвовала в войне против Греции, хотя основную роль там играла 3-я альпийская дивизия «Джулия». 2-я дивизия участвовала и в войне против Советского Союза. Зимой 1942—1943 годов она воевала под Сталинградом, однако 28 января 1943 во время операции «Малый Сатурн» была полностью разгромлена и де-факто уничтожена. После капитуляции Италии прекратила де-юре существование.

### Наши дни
В 1952 году была создана Альпийская бригада «Тридентина» при итальянской армии, которая стала правопреемницей дивизии. Однако в 2003 году после армейской реформы дивизия была восстановлена на основе той же бригады. В 2013 году дивизия была полностью укомплектована и получила в своё распоряжение две бригады.

## Структура

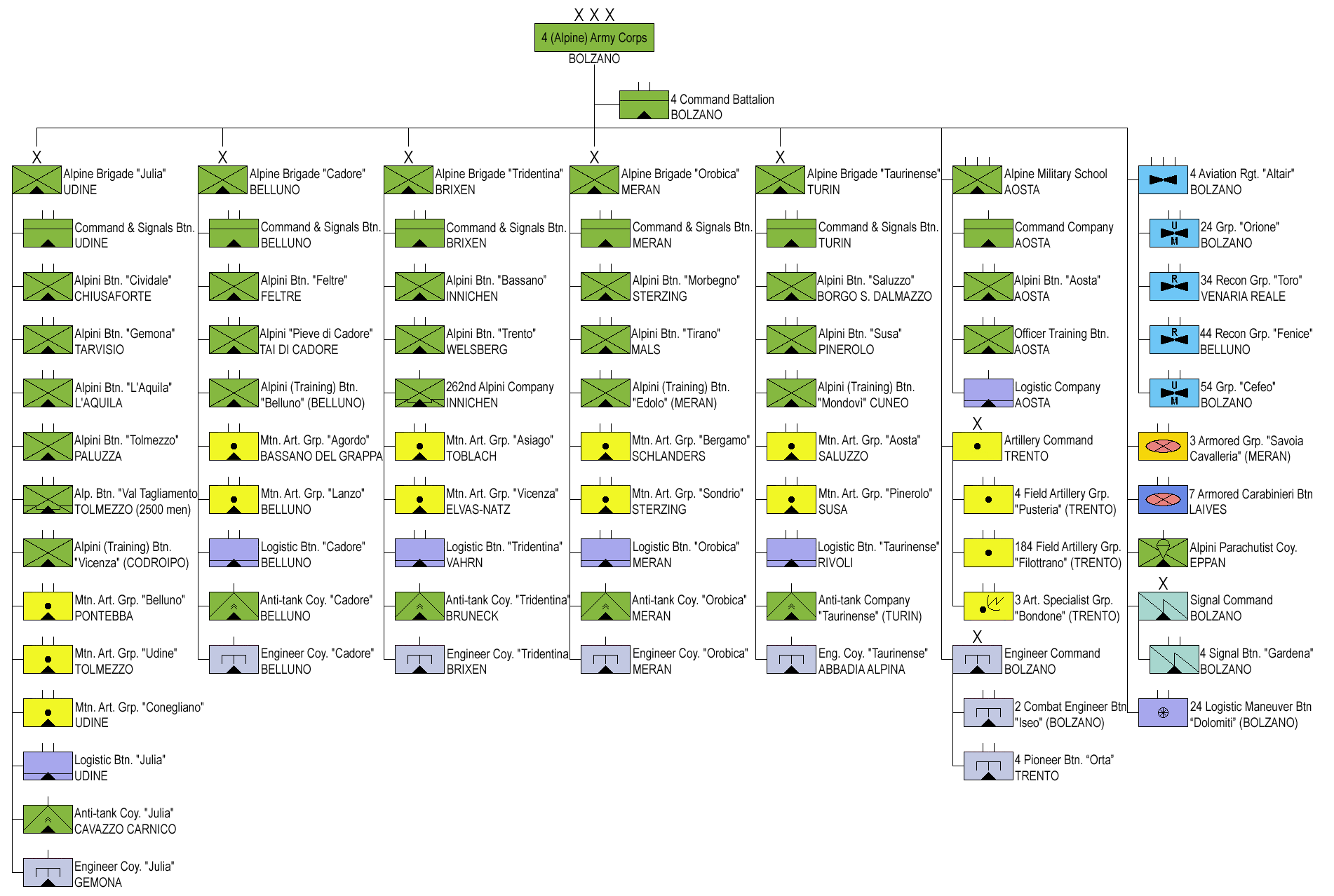
Предшественник дивизии — 4-й альпийский корпус, 1986 г.

### Времён Второй мировой
- 5-й альпийский полк
  -  Батальон «Морбеньо»
  -  Батальон «Тирано»
  -  Батальон «Эдоло»
- 6-й альпийский полк
  -  Батальон «Верона»
  -  Батальон «Вестоне»
  -  Батальон «Валь Кьезе»
- 2-й альпийский артиллерийский полк
  - Артиллерийская группа «Валь Камоника»
  - Артиллерийская группа «Виченца»
  - Артиллерийская группа «Бергамо»
- 2-й инженерный батальон
- 206-й автотранспортный батальон
- Карабинеры
  - 402-я рота карабинеров
  - 417-я рота карабинеров
- Полевые лазареты
  - 619-й полевой лазарет
  - 620-й полевой лазарет
  - 622-й полевой лазарет
  - 623-й полевой лазарет

### Состав 2016

ОШС 2018 года
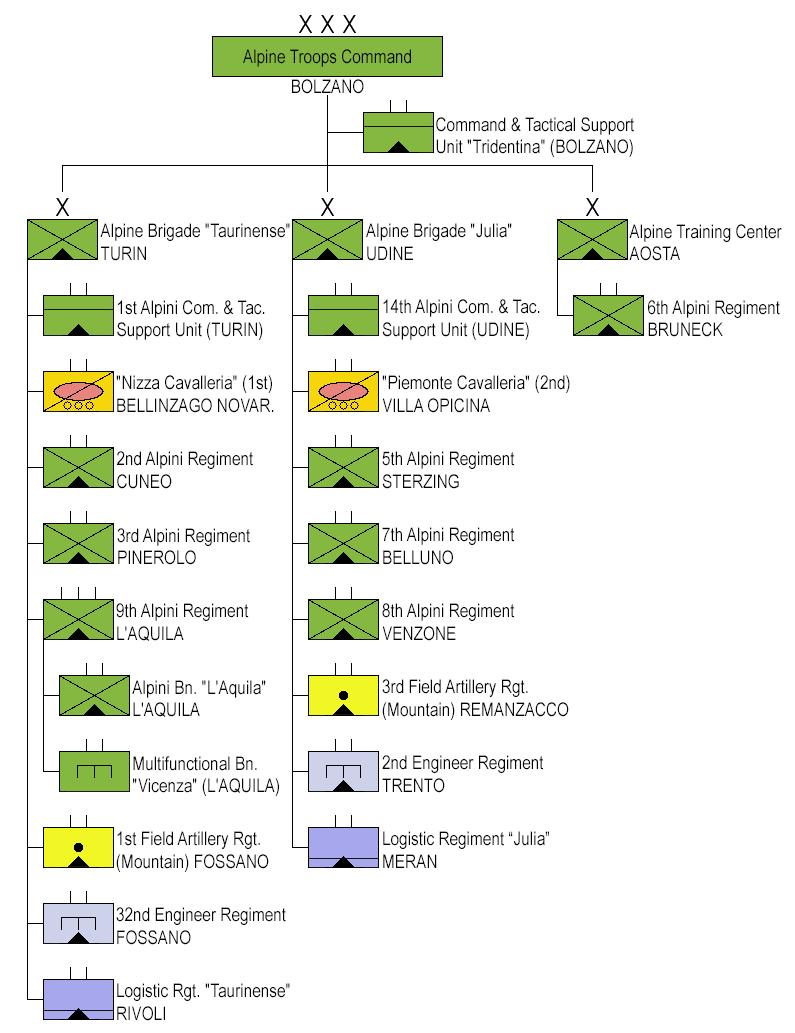
ОШС 2022 года.

- Альпийская бригада «Юлия» (Brigata alpina «Julia»), Удине, область Фриули — Венеция-Джулия
  - Отдел управления и связи
  - 5-й альпийский полк (5º Reggimento alpini), Випитено, область Трентино — Альто-Адидже, оснащение: Bv 206, Puma 6x6, Iveco LMV, MO-120-RT61
  - 7-й альпийский полк (7º Reggimento alpini), Беллуно, область Венеция, оснащение: Bv 206, Puma 6x6, Iveco LMV, MO-120-RT61
  - 8-й альпийский полк (8º Reggimento alpini), Венцоне, область Фриули — Венеция-Джулия, оснащение: Bv 206, Puma 6x6, Iveco LMV, MO-120-RT61
  - 2-й кавалерийский полк «Пьемонтская кавалерия» (Reggimento «Piemonte Cavalleria» (2°)), Опичина, область Фриули — Венеция-Джулия, оснащение: Centauro, Puma 4×4.
  - 3-й полевой горноартиллерийский полк (3º Reggimento artiglieria terrestre da montagna), Ремандзакко, область Фриули — Венеция-Джулия, оснащение: FH70
  - 2-й инженерно-сапёрный полк (2º Reggimento genio guastatori alpini), Тренто, область Трентино — Альто-Адидже
  - Полк тылового обеспечения (Reggimento logistico «Julia»), Мерано, область Трентино — Альто-Адидже
- Альпийская бригада «Тауринензе» (Brigata alpina «Taurinense»), Турин, область Пьемонт
  - Отдел управления и связи (Reparto comando e supporti tattici «Taurinense»)
  - 2-й альпийский полк (2º Reggimento (Btg. Saluzzo)), Кунео, область Пьемонт, оснащение: Bv 206, Puma 6x6, Iveco LMV, MO-120-RT61
  - 3-й альпийский полк (3º Reggimento (Btg. Susa)), Пинероло, область Пьемонт, оснащение: Bv 206, Puma 6x6, Iveco LMV, MO-120-RT61
  - 9-й альпийский полк (9º Reggimento (Btg. L’Aquila)), Л’Акуила, область Абруццо, оснащение: Bv 206, Puma 6x6, Iveco LMV, MO-120-RT61
  - Кавалерийский полк «Ниццанская кавалерия» (Reggimento «Nizza Cavalleria»), Беллинцаго-Новарезе, область Пьемонт, оснащение: Centauro, Puma 4×4.
  - 1-й полевой горноартиллерийский полк (1º Reggimento Artiglieria terrestre), Фоссано, область Пьемонт, оснащение: FH70
  - 32-й инженерно-сапёрный полк (32º Reggimento Genio Guastatori), Фоссано, область Пьемонт
  - Полк тылового обеспечения (Reggimento logistico «Taurinense»), Риволи, область Пьемонт